# Vitagraph
Die Vitagraph Company of America war eine US-amerikanische Filmproduktions- und Filmvertriebsgesellschaft, die 1897 von den Filmpionieren J. Stuart Blackton und Albert E. Smith gegründet wurde.

## Geschichte
1896 führte der englische Immigrant J. Stuart Blackton, Jahrmarktzeichner und Gelegenheitsreporter für die New York Evening World, ein Interview mit Thomas Alva Edison über dessen neueste Erfindung, den Filmprojektor. Das Interview endete damit, dass Edison Blackton überredete, Filme und einen Projektor zu kaufen. Ein Jahr später gründete Blackton mit seinem Geschäftspartner Albert E. Smith die Vitagraph Company of America, die direkter Konkurrent Edisons wurde. Ein dritter Partner, der Filmverleiher William Rock, trat zur Jahrhundertwende dem Unternehmen bei.
Das erste Studio der Vitagraph befand sich auf einem Dach eines Gebäudes in Manhattan. Dort und später auch in Brooklyn entstanden zunächst aufsehenerregende Nachrichtenfilme. Später machte sich das Unternehmen vor allem mit Literaturverfilmungen (Shakespeare- und O.-Henry-Reihen), Dramen und Komödien einen Namen. Bedeutende Regisseure der Vitagraph waren J. Stuart Blackton, Ralph Ince, Charles Kent, Wesley Ruggles, Larry Semon, Norman Taurog, Laurence Trimble und James Young.
Vitagraph stand, wie eine Reihe anderer Firmen, im Fokus von Edisons Anwälten, die gegen Ende des 19. Jahrhunderts Patente anmeldeten und Klagen einreichten, um die Konkurrenz auszuschalten. Blackton wollte ein Gerichtsverfahren vermeiden und erwarb deswegen eine Speziallizenz von Edison, zudem stimmte er zu, Edison viele seiner beliebtesten Filme exklusiv für den Vertrieb zu überlassen. Vitagraph war auch eines der zehn Gründungsmitglieder der Motion Picture Patents Company, mit der Edison kleinen unabhängigen Filmfirmen durch einen Zusammenschluss der großen Companies das Geschäft unmöglich machen wollte.
1917 erwarb Vitagraph die Kalem Company.
Mit dem Ersten Weltkrieg begann der Niedergang der Vitagraph. Ausländische Verleihfirmen fielen fort, große Filmfirmen begannen zu produzieren und zugleich selbst zu verleihen, so dass Vitagraph immer mehr Marktanteile verlor. Am 22. April 1925 verkaufte Albert E. Smith das Unternehmen an Warner Brothers.

## Filme
2.534 Filme der Vitagraph sind heute noch bekannt.

### Nachrichtenfilme
Noch in den 90er Jahren des 19. Jahrhunderts machte sich Vitagraph einen Namen mit spektakulären Nachrichtenfilmen. 1898 drehte Blackton Tearing Down the Spanish Flag über den Spanisch-Amerikanischen Krieg. Bereits hier zeigte sich, dass Blackton, ganz Geschäftsmann, keine Probleme damit hatte, Ereignisse nachzustellen und als authentisch auszugeben. Zusammen mit Smith drehte er diesen Film mitten in Brooklyn. Smith richtete die Kamera auf ein offenes Fenster, vor dem ein kleiner Flaggenmast mit einer spanischen Fahne perspektivisch geschickt so aufgestellt war, dass er weitaus größer wirkte. Dann riss Blackton die Fahne dramatisch herunter. Dieser kurze Film war eine patriotische Sensation und brachte dem neuen Unternehmen einen beachtlichen Profit.
In dem Film Battle of Santiago Bay (1898) wurde die Seeschlacht in einer Badewanne nachgestellt, der Schlachtenrauch kam von einer Zigarette und wurde von Blacktons Frau ins Bild geblasen. Andere Filme enthielten tatsächlich authentische Aufnahmen, etwa Spot Filming of Windsor Hotel Fire in New York, die jedoch von Blackton mit erneut nachgestellten Szenen vermischt wurden (er brannte ein Modell des Windsor Hotels ab). Im Film The Fitzsimmons-Jeffries Fight (1899) wurde ein Boxkampf mit den tatsächlichen Kontrahenten nachgestellt.

### Spezialeffekt- und Zeichentrickfilme
Wie auch Georges Méliès brachten Blackton und Smith Filme heraus, die zum Erstaunen des damaligen Publikums Spezialeffekte und Zeichentrick vorführten. Drei dieser Filme sind Humorous Phases of Funny Faces (1906), Liquid Electricity; or, The Inventor's Galvanic Fluid (1907) und Princess Nicotine; or, The Smoke Fairy (1909).
In Humorous Phases of Funny Faces zeichnet ein Karikaturist lustige Gesichter auf eine Tafel, die dann zum Leben erwachen. Der von Blackton selbst gedrehte drei Minuten lange Film wird allgemein als erster reiner Trickfilm der Filmgeschichte angesehen. 1900 hatte Blackton bereits einen ähnlichen Film gedreht, der jedoch Real- und Trickfilm vereinigt: The Enchanted Drawing. In diesem zwei Minuten langen Film zeichnet Blackton ein lustiges Gesicht, dem er anschließend echten Wein, echte Zigarren und einen echten Zylinder gibt. Die realen Gegenstände werden zu Zeichnungen und dann erneut zu realen Gegenständen. Blackton arbeitete hier mit Stop-Motion-Technik.
Liquid Electricity; or, The Inventor's Galvanic Fluid ist ein kurzer Realfilm, der Trickeffekte vorführt: Ein verrückter Professor stellt sprühbare Elektrizität her, die Menschen blitzschnell macht. Blackton benutzt einfache, aber effektive Tricks: Die Opfer wurden in normaler Geschwindigkeit aufgenommen, während sich der Professor extrem langsam bewegte. Anschließend wurde das Ganze in mehrfacher Geschwindigkeit abgespielt: Nun zappeln die Opfer und der Professor geht normal schnell.
Princess Nicotine; or, The Smoke Fairy zeigt einen Kampf zwischen einem Pfeifenraucher und zwei missgünstigen Elfen. Der Trick der winzigen Elfen neben dem normalgroßen Raucher beruht nicht auf Doppelbelichtung, sondern auf der geschickten Verwendung eines Spiegels und einer Linse. Neben technischen Tricks verwendete Blackton für diesen Film auch vergrößerte Requisiten.
Winsor McCay, einer der Pioniere der Trickfilmtechnik, drehte zwei Filme für Vitagraph: 1911 Winsor McCay, the Famous Cartoonist of the N. Y. Herald and His Moving Comics und 1912 How a Mosquito Operates. Der erste Film ist eine Mischung aus Dokumentation und Animation: McCay unterhält sich mit Freunden über seine Trickfiguren, erklärt ein wenig den Prozess der Animationsfilmerei, bevor endlich seine Figuren (darunter Little Nemo) zum Leben erweckt werden. How a Mosquito Operates (Wie eine Mücke vorgeht) zeigt exakt, was der Titel verspricht: Eine hungrige Mücke sieht einen Mann, verfolgt ihn und sticht zu, als der Mann im Bett liegt.

### Geschichts-, Bibel- und Literaturverfilmungen
Vitagraph machte sich einen Namen durch spektakuläre Verfilmungen historischer Ereignisse, biblischer Geschichten und vor allem literarischer Vorlagen. Ralph Ince, später auch ein bedeutender Regisseur der Firma, spielte allein achtmal Abraham Lincoln in Filmen des Studios, vier Filme machte Vitagraph über das Leben Napoleons, einen über George Washington. Die Bibel, vor allem das Alte Testament, lieferte ebenso wie die Historie spektakuläre Vorlagen für Verfilmungen: Allein 1909 veröffentlichte das Unternehmen Saul and David, The Judgment of Solomon, Jephtah's Daughter: A Biblical Tragedy und The Life of Moses. Diese erste bekannte Filmbiographie Mose wurde in vier aufeinanderfolgenden Teilen gedreht, die später auch am Stück gezeigt wurden – deshalb gilt dieser insgesamt etwa fünfzigminütige Film als ältester bekanntester Langfilm der amerikanischen Filmgeschichte.
Vitagraph produzierte sehr früh bereits ungewöhnlich viele Verfilmungen bedeutender und anspruchsvoller Literatur. Siebenmal wurden Charles-Dickens-Stoffe adaptiert (darunter 1909 die erste bekannte Oliver Twist-Verfilmung), dreimal Werke von Victor Hugo (unter anderem 1909 die erste bekannte Leinwandversion von Les Misérables), fünfmal Stoffe von Walter Scott und 51-mal Geschichten von O. Henry. Dazu kommen einzelne Verfilmungen von Werken Arthur Conan Doyles (1905: Adventures of Sherlock Holmes), Oscar Wildes (1908: Salome), Harriet Beecher Stowes (1910: Uncle Tom's Cabin), Washington Irvings (1912: Rip Van Winkle) und Edgar Allan Poes (1917: Arsene Lupin).
Filmhistorisch am bedeutsamsten ist die Filmreihe nach Dramen William Shakespeares. Dreizehn Filme produzierte Vitagraph und leistete Pionierarbeit: 1908 die ersten bekannten Leinwandversionen von Antonius und Cleopatra, Julius Cäsar, Macbeth, Der Kaufmann von Venedig, Othello und Richard der Dritte. Im selben Jahr entstand eine der ältesten Adaptationen von Romeo und Julia. 1909 folgten die ersten Verfilmungen von König Lear und Ein Sommernachtstraum. Die Filme waren unter einer Viertelstunde lang und brachten daher die Stücke in extrem verkürzter Form auf die Leinwand, benutzten allerdings aufwendig hergestellte Requisiten und Kostüme.

### Melodramen und Komödien
Melodramen und Komödien-Ein- und Zweiakter waren das Markenzeichen der Vitagraph in ihrer erfolgreichsten Zeit Anfang der 1910er bis Mitte der 1920er Jahre. Elegante Schauspielerinnen und romantische Helden in melodramatischen Stoffen waren eines der Erfolgsrezepte der Firma. Zu den weiblichen Stars dieser Filme gehörten unter anderem Leah Baird, Mary Fuller, Florence Lawrence, Bessie Love, Mae Marsh, Constance Talmadge und Florence Turner. Die Liebhaber spielten Stummfilmstars wie Francis X. Bushman, Maurice Costello, Rex Ingram, J. Warren Kerrigan, William V. Ranous, Wallace Reid und William Shea.
Eine Sonderstellung hatte Jean, „the Vitagraph Dog“, einer der ersten Tierstars der Filmgeschichte, der in einer siebzehnteiligen Filmserie auftrat.
Die bekanntesten Komödianten des Studios waren (chronologisch) John Bunny & Flora Finch, das Ehepaar Mr. und Mrs. Sidney Drew, Harry Davenport (als Mr. Jarr), Hughie Mack, Jimmy Aubrey und Larry Semon. Ab 1916 fielen die Kurzfilmkomödien des Studios durch ihre alliterierenden Titel auf: Spooks and Spasms, Babes and Boobs, Dunces and Dangers...
Über den heute nahezu vergessenen Bunny, den ersten amerikanischen Komödienfilmstar überhaupt, schrieb die New York Times 1915 in ihrem Nachruf, sein Name werde auf immer mit Film verbunden bleiben. Der stark übergewichtige Bunny fing 1909 bei Vitagraph an und trat ab 1911 oftmals im Team mit der hageren Schauspielerin Flora Finch als Mr. und Mrs. Bunny auf. Ihre Filme waren so populär, dass für sie ein eigener Genrename erfunden wurde: Bunnygraphs (später auch Bunnyfinches). 
Lediglich Larry Semon gelang es zwischen 1918 und 1923, an Bunnys Berühmtheit und Kassenträchtigkeit anzuschließen bzw. sie noch zu übertreffen. Semons Weggang von Vitagraph 1924 stellte rückblickend sowohl für die Karriere des Komikers als auch für das Studio den Todesstoß dar.
Der heute bekannteste Name aller für das Studio tätigen Komiker war damals noch Nebendarsteller: Oliver Hardy, in den Jahren vor seiner Partnerschaft mit Stan Laurel, war auf die Rolle des komischen Bösewichts neben Aubrey und Semon festgelegt.